# ルイス・ロハス (野球)
ルイス・E・ロハス・アルー（Luis E. Rojas Alou, 1981年9月1日 - ）は、ドミニカ共和国サントドミンゴ出身のプロ野球監督、元プロ野球選手（外野手、一塁手）。右投右打。MLBのニューヨーク・ヤンキースで三塁コーチを務める。

## 経歴

### 現役時代
1999年9月にアマチュア・フリーエージェントでボルチモア・オリオールズと契約してプロ入り。公式戦への出場は2004年のモントリオール・エクスポズ傘下時代の1年のみで引退した。

### 引退後
引退後は2006年から指導者となり、この年はワシントン・ナショナルズ傘下のルーキー級ドミニカン・サマーリーグ・ナショナルズのコーチを務めた。2007年からはニューヨーク・メッツへ移り、ここでも傘下マイナーの監督・コーチを2018年まで務めた。
2019年からはメジャーに配属され、クオリティ・コントロールコーチに任命された。オフには11月に開催の第2回WBSCプレミア12でドミニカ共和国代表の監督として指揮を執った。
2020年1月22日、カルロス・ベルトランの解任によって空席となっていたメッツの監督に就任した。
2021年オフに球団から延長オプションを放棄され、解任となった。

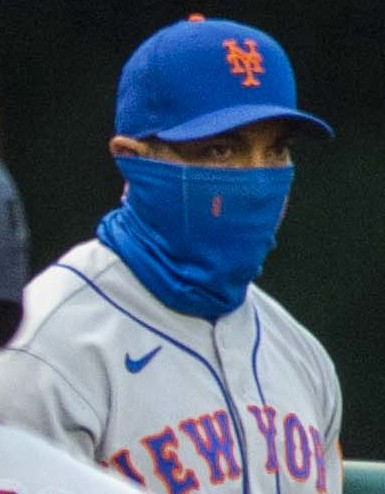
ニューヨーク・メッツでの監督時代
(2020年)

2021年11月15日にニューヨーク・ヤンキースのコーチに就任した。

## 家族
父のフェリペ・アルーは外野手としてメジャーで17年間プレーした後、MLB史上初のドミニカ共和国出身の監督となって通算1033勝を挙げている。また、叔父（フェリペの弟）に元メジャーリーガー（ともに外野手）のマティ・アルー（元太平洋クラブライオンズ）とヘスス・アルーがいる。さらに異母兄にも元メジャーリーガー（外野手）のモイゼス・アルーがおり、モイゼスの従兄弟にこちらも元メジャーリーガー（投手）のメル・ロハス、その息子にもプロ野球選手（外野手）のメル・ロハス・ジュニアがいる。

## 詳細情報

### 年度別監督成績
| 年 度    | 球 団    | 地 区    | 年 齢    | 試 合 | 勝 利 | 敗 戦 | 勝 率 | 順 位 | 備 考 | ポストシーズン 勝敗 |
| -------- | -------- | -------- | -------- | ----- | ----- | ----- | ----- | ----- | ----- | ------------------- |
| 2020     | NYM      | NL 東    | 39歳     | 60    | 26    | 34    | .433  | 4 / 5 |       |                     |
| 2021     | NYM      | NL 東    | 40歳     | 162   | 77    | 85    | .475  | 3 / 5 |       |                     |
| MLB：2年 | MLB：2年 | MLB：2年 | MLB：2年 | 222   | 103   | 119   | .464  | -     | -     |                     |

### 背番号
- 60（2019年）
- 19（2020年 - 2021年）
- 70（2022年 - ）

### 代表での監督歴
- 2019 WBSCプレミア12 ドミニカ共和国代表